# Paul Heine
Paul Jean Heine (Fallais, 4 mei 1900 - 2 juli 1961) was een Belgisch senator.

## Levensloop
Heine was een zoon van Gérard Heine en Marie Elisabeth Streel. Hij trouwde in 1925 in Latinne met Anne-Marie Laure Heine (1900-1983) en ze kregen 9 kinderen.
Landbouwer van beroep, werd Heine verkozen tot gemeenteraadslid van Fallais in 1932.
Hij werd PSC-senator voor de provincie Luik, van juni 1958 tot aan zijn dood. 